# جوی نقره مهتاب
جوی نقرهٔ مهتاب یک آلبوم موسیقی در سبک موسیقی سنتی ایرانی، با نوازندگی سه‌تار بهداد بابایی و تنبک نوید افقه است که در زمستان سال ۱۳۸۶ ضبط و در زمستان ۱۳۸۷ توسط شرکت فرهنگی هنری رهگذر هفت اقلیم عرضه شد.

## دربارهٔ آلبوم
جوی نقرهٔ مهتاب با سه‌تار ساخت دست استاد محمود هاشمی نواخته شده است که بعداً تنبک نوازی نوید افقه هم به آن اضافه شده است. این اثر در استودیو رهگذر هفت اقلیم با صدابرداری امید نیک‌بین و سهیل سعیدی ضبط شده است. نام آلبوم برگرفته از یکی از اشعار احمد شاملو است.

## فهرست آهنگ‌ها
| شماره | نام                                      | مدت   |
| ----- | ---------------------------------------- | ----- |
| ۱.    | «از برکه‌های آینه»                        | ۰۱:۵۶ |
| ۲.    | «پیش‌درآمد ابوعطا (ساخته پرویز مشکاتیان)» | ۰۹:۲۹ |
| ۳.    | «درآمد ابوعطا، گوشه دشتی، جامه‌دران»      | ۰۵:۵۰ |
| ۴.    | «ضربان خستهٔ تکرار»                       | ۰۴:۳۲ |
| ۵.    | «رامکلی، سیخی»                           | ۰۳:۳۶ |
| ۶.    | «گریز پای (چهار مضراب حجاز)»             | ۰۶:۰۳ |
| ۷.    | «آواز حجاز، بزرگ و کوچک، چهارپاره»       | ۰۹:۰۲ |
| ۸.    | «سیل اندوه»                              | ۰۳:۵۶ |
| ۹.    | «بغض»                                    | ۰۹:۲۶ |
| ۱۰.   | «تا مهتاب»                               | ۰۳:۱۰ |